# Sonia Infante
Sonia Angélica Infante López (Morelia, 2 de febrero de 1943-Ciudad de México, 16 de julio de 2019), conocida como Sonia Infante, fue una actriz mexicana, recordada por sus participaciones en películas, como La edad de piedra (1964), Los fantasmas burlones (1965), Su Excelencia (1967), El comandante Furia (1966) y Toña Machetes (1985).

## Biografía y carrera
Fue hija del actor Ángel Infante y sobrina del actor Pedro Infante. Influenciada por la trayectoria de sus familiares, Infante decidió estudiar actuación e hizo su debut en el cine en la película Dormitorio para señoritas (1960). Infante pronto se convirtió en una de las actrices más reconocidas de los años 60, década en la cual incursionó en más de 50 películas, protagonizando importantes cintas como Ellas también son rebeldes (1961), Las leandras (1961), Juana Gallo (1961), Suicídate mi amor (1961), Las luchadoras contra el médico asesino (1963), Museo del horror (1964), El pozo (1965), La vida de Pedro Infante (1966), Despedida de soltera (1966), Pasión oculta (1967) y La soldadera (1967). En 1967 se retira temporalmente de los escenarios tras casarse con el productor y empresario Gustavo Alatriste, con quien tuvieron dos hijos, Pedro y Ángela Alatriste.
Luego de divorciarse de Alatriste en 1982, Infante volvió a la actuación a mitad de la década de 1980, produciendo y protagonizando películas como Historia de una mujer escandalosa (1984), Toña Machetes (1985), El tesoro del Amazonas (1985), La casa que arde de noche (1985), Pero sigo siendo el rey (1988), Mujer de fuego (1988), Los placeres ocultos (1989) y Por tu maldito amor (1990), realizando desnudos parciales en la mayoría de estos filmes. Durante la década de los años 80 se casó con el actor Andrés García, del que después se divorció. Se retiró de la actuación tras participar en la cinta Sin miedo a la muerte (2007).

### Muerte
El 16 de julio de 2019, Infante falleció en Ciudad de México a los 76 años de edad, a causa de un paro cardiorrespiratorio. Previo a su deceso, había estado internada en un hospital durante 3 meses debido a una enfermedad de la columna vertebral que le ocasionó una parálisis en el cuerpo.

## Filmografía

### Películas
- Sin miedo a la muerte (2007)
- Un secreto de familia (2005)
- El hijo de Juan Charrasqueado (2002)
- Dónde quedó la bolita (1993)
- Noches de ronda (1992)
- Muerte en la playa (1991)
- Por tu maldito amor (1990)
- Machos (1990)
- Los placeres ocultos (1989)
- Mujer de fuego (1988)
- Pero sigo siendo el rey (1988)
- El ataque de los pájaros (1987)
- Desnúdate Marcela (1987)
- La casa que arde de noche (1985)
- Toña Machetes (1985)
- El tesoro del Amazonas (1985)
- Historia de una mujer escandalosa (1984)
- Aquel famoso Remington (1982)
- México, México, ra ra ra (1976)
- Las calles no se siembran (1974)
- Pasión oculta (1967)
- Pistoleros de la frontera (1967)
- La soldadera (1967)
- S.O.S. Conspiración Bikini (1967)
- Su Excelencia (1967)
- La leyenda del bandido (1967)
- Crisol (1967)
- Cruces sobre el yermo (1967)
- Seguiré tus pasos (1966)
- Jinetes de la llanura (1966)
- Hombres de roca (1966)
- El comandante Furia (1966)
- La vida de Pedro Infante (1966)
- Fuera de la ley (1966)
- Alma grande (1966)
- Despedida de soltera (1966) .... Adela
- El jinete justiciero en retando a la muerte (1966)
- Cada oveja con su pareja (1965)
- Para todas hay (1965)
- Los fantasmas burlones (1965)
- ¡Ay, Jalisco no te rajes! (1965)
- Las lobas del ring (1965)
- El pozo (1965)
- El raspado (1964)
- La edad de piedra (1964)
- Cinco asesinos esperan (1964)
- Mi alma por un amor (1964)
- Museo del horror (1964)
- Napoleoncito (1963)
- Dos alegres gavilanes (1963)
- De color moreno (1963)
- Voy de gallo (1963)
- Tormenta en el ring (1963)
- Los parranderos (1963)
- Las luchadoras contra el médico asesino (1963)
- El señor Tormenta (1963)
- Alias El Alacrán (1963)
- Si yo fuera millonario (1962)
- El muchacho de Durango (1962)
- ...Qué hacer con mis hijos... (1962)
- Muerte en la feria (1962)
- Los secretos del sexo débil (1962)
- Cazadores de cabezas (1962)
- Viva Chihuahua (1961)
- Suicídate mi amor (1961)
- El aviador fenómeno (1961)
- Juana Gallo (1961)
- Las leandras (1961)
- Los jóvenes (1961)
- Ellas también son rebeldes (1961)
- Dormitorio para señoritas (1960)
- Macario (1960,  doña Eulalia, esposa de don Ramiro; no acreditada)

### Producción
- Los placeres ocultos (1989)
- Toña machetes (1985)
- La casa de Bernarda Alba (1982)

### Telenovelas
- Con toda el alma (1996).Lucía.
- Un rostro en mi pasado (1989)
- El precio de la fama (1987)